# Edme Pelletier-Dulas
Edme Philibert Andoche Pelletier, dit Pelletier-Dulas est un homme politique français né le 24 septembre 1795 à Maux (Nièvre) et mort dans la même commune le 19 mars 1859.

## Biographie
Avocat à Bourges, il est élu député de la Nièvre en 1840, mais est invalidé en 1841 et ne se représente pas l'élection partielle qui suit.

## Sources
- « Edme Pelletier-Dulas », dans Adolphe Robert et Gaston Cougny, Dictionnaire des parlementaires français, Edgar Bourloton, 1889-1891 [détail de l’édition]